# Wilhelm Hanisch
Wilhelm Hanisch (* 21. April 1890 in Waidhofen an der Thaya; † 14. Jänner 1956 in Thaya) war ein nationalsozialistischer Kreisleiter im Kreis Waidhofen an der Thaya.

## Leben
Wilhelm Hanisch studierte in Wien und gehörte seit 1910 der Akademischen Burschenschaft Alemannia Wien an und lehrte mit dem Titel Professor an der Handelsschule Waidhofen. Er trat zum 1. November 1930 der NSDAP-Ortsgruppe (Waidhofen an der Thaya) bei (Mitgliedsnummer 441.984). Von 1931 bis 1933 war er NSDAP-Bezirksleiter. 1932 kandidierte er für den niederösterreichischen Landtag. Ende 1936 übernahm er erneut die Leitung des Bezirks Waidhofen. Vom 9. November 1941 bis zum Kriegsende fungierte Hanisch als Kreisleiter des Kreises Waidhofen. 1938 wurde er als Hauptsturmführer in die Sturmabteilung übernommen und am 9. November 1942 zum SA-Sturmbannführer befördert. Ihm wurde der Titel eines Alten Kämpfers zuerkannt. Er wurde am 7. Jänner 1949 zu einer zehnjährigen Kerkerstrafe verurteilt und am 10. Dezember 1949 vom Bundespräsidenten Karl Renner begnadigt.